# Circuit intégré 7403

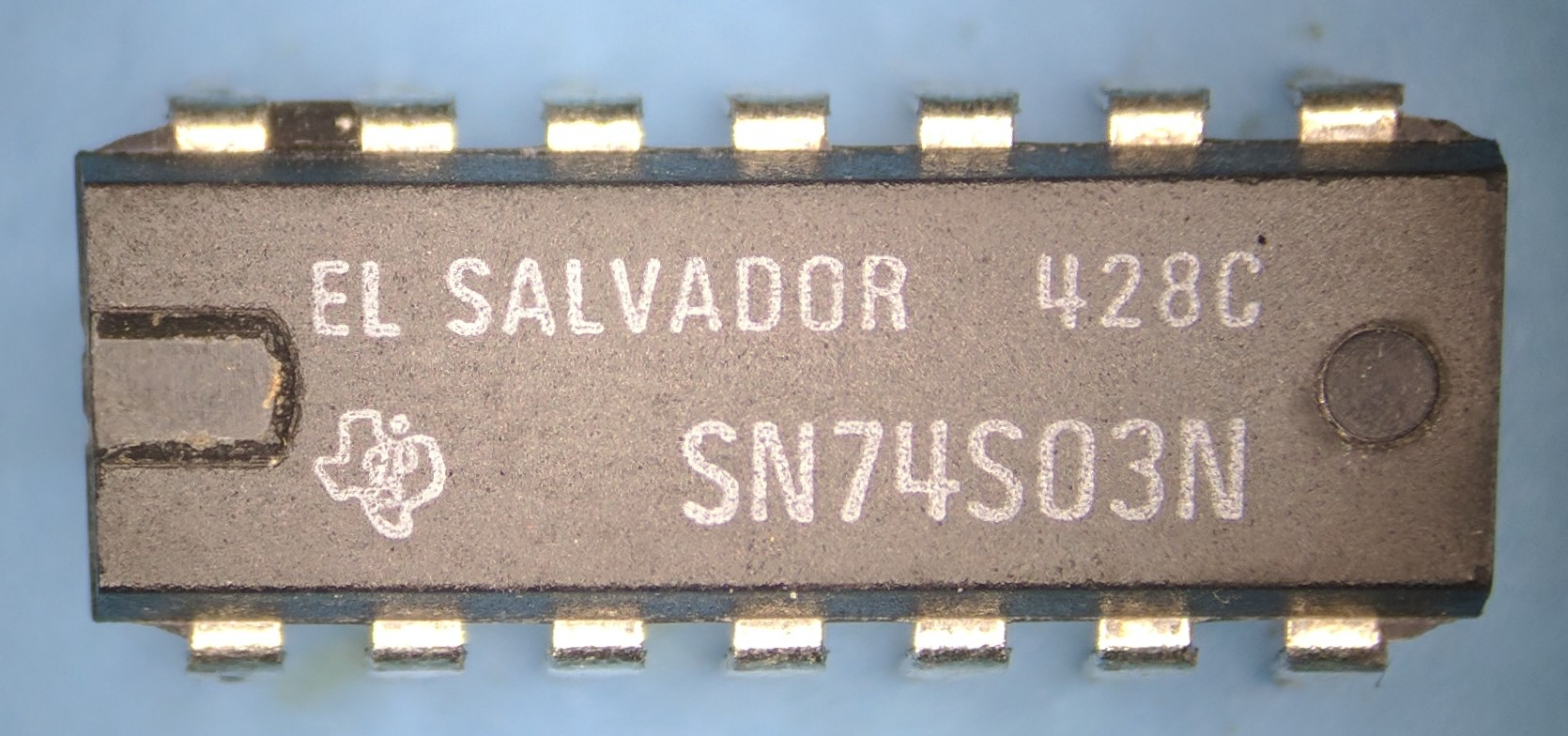
Circuit intégré 7403 (Texas Instruments SN74S03N)

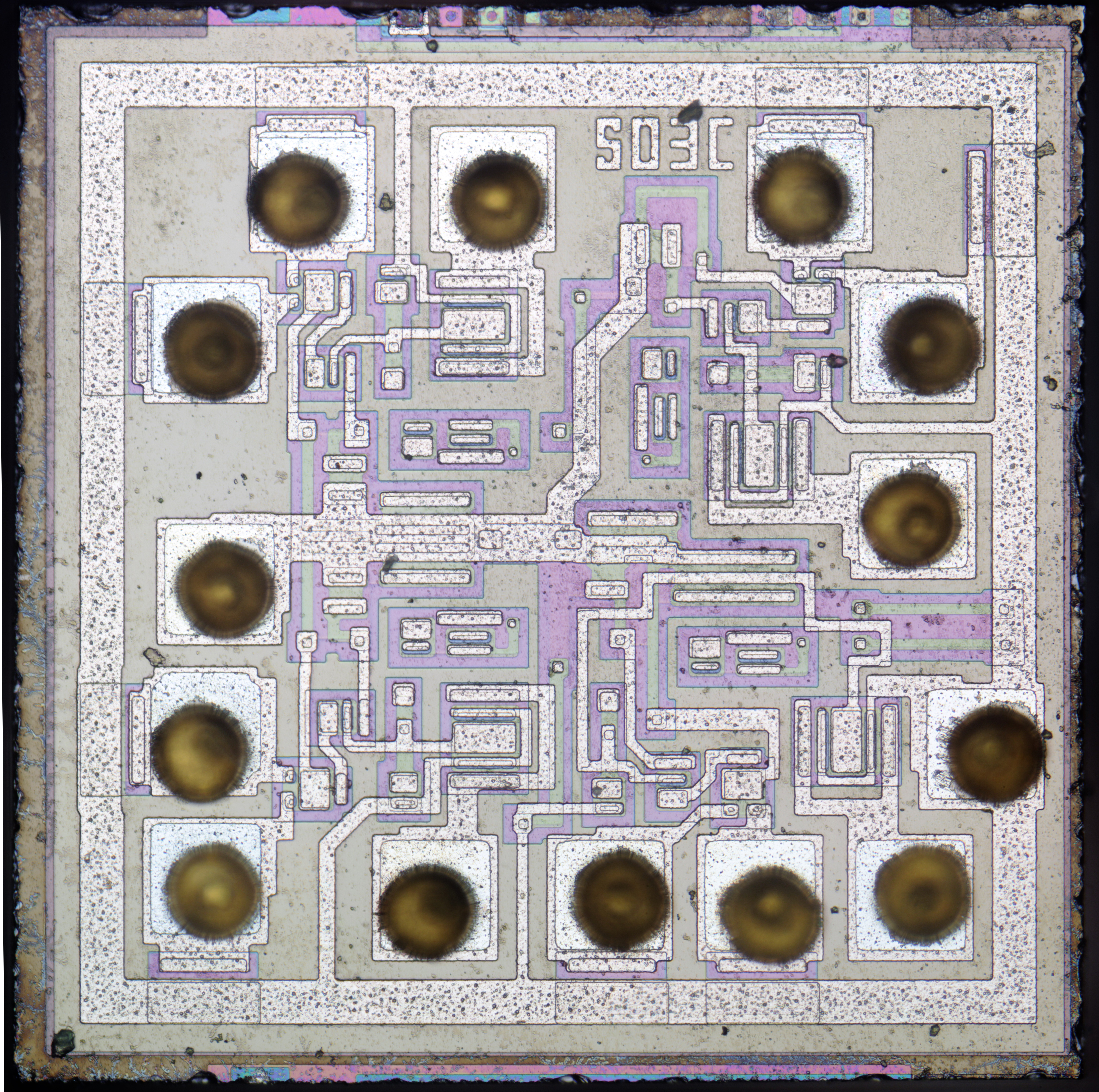
Die d'un 74S03

Le circuit intégré 7403 fait partie de la série des circuits intégrés 7400 utilisant la technique TTL.

Ce circuit est composé de quatre portes logiques indépendantes NON-ET à deux entrées possédant chacune une sortie à collecteur ouvert.

## Brochage

Brochage des boîtiers DIP
(vue du dessus)

## Table de vérité
| Entrées | Entrées | Sortie |
| A       | B       | Y      |
| ------- | ------- | ------ |
| 0       | 0       | 1      |
| 0       | 1       | 1      |
| 1       | 0       | 1      |
| 1       | 1       | 0      |